# 叶尔马汗·伊布赖莫夫
叶尔马汗·伊布赖莫夫（1972年1月1日—），哈薩克族拳擊手，前奧運冠軍。
他在2000年悉尼夏季奧運會上參加輕中量級比賽（71公斤），並獲得金牌。四年前，在1996年亞特蘭大夏季奧運會上，他奪取了銅牌。他還在1999年德克薩斯州休斯敦舉辦的世界業餘拳擊錦標賽上獲得銅牌，並在前一屆布達佩斯的比賽中獲得了銀牌。